# بيلي هاردويك
بيلي هاردويك (بالإنجليزية: Billy Hardwick)‏ هو لاعب البولنغ ‏ أمريكي، ولد في 25 يوليو 1941 في فلورنس في الولايات المتحدة، وتوفي في 16 نوفمبر 2013 في برادنتون في الولايات المتحدة بسبب نوبة قلبية.